# Ernesto Frimón Weber
Ernesto Frimón Weber (Buenos Aires, 22 de julio de 1931-Buenos Aires, 11 de julio de 2024) fue un policía argentino condenado por crímenes de lesa humanidad cometidos durante la dictadura militar argentina.

## Biografía
Descendiente de Ernesto Weber y María Bigi, nació en 22 de julio de 1931 en Buenos Aires.

### Trayectoria
Ernesto Weber fue miembro de la Policía Federal Argentina que durante el Proceso de Reorganización Nacional trabajó en el sector operaciones del Grupo de tareas 3.3.2.
Weber fue comisario de la Policía Federal durante la última dictadura.
Impartió clases a otros represores en el uso de la picana eléctrica y gracias a este método de tortura se ganó el apodo de «220» (por los 220 V), y de «El Maestro» por enseñarles. Otros alias que usaba eran «Armando» o «Rogelio».
Junto con Alfredo Astiz, fue uno de los asesinos del periodista y escritor Rodolfo Walsh, cuando Weber le dio la señal de alto al periodista Walsh, este desenfundó una pistola  automática calibre 22 y disparó, pero no le dio a Weber, luego de milésimas de segundo Weber sacó su arma y le dio 3 disparos, él explicó en una entrevista: «era el o yo».
Participó de los secuestros de 
Norma Arrostito,
Graciela Daleo y
Alicia Milia.
Integró la lista de 46 represores requeridos por el juez español Baltasar Garzón.
Fue beneficiado por la Obediencia Debida y Punto Final. Cuando esas leyes fueron anuladas, se le acusó de secuestros, del asesinato de Rodolfo Walsh –a quien le disparó– de torturas, robos de coches y saqueos de viviendas de detenidos desaparecidos.
Fue responsabilizado, por el juez Sergio Torres, junto a otros nueve represores por el secuestro y asesinato del autor de Operación Masacre, el 25 de marzo de 1977, de haberse apropiado de sus bienes y su obra literaria.

## Condena
Luego de un juicio oral de dos años, por el que desfilaron 160 testigos, entre ellos 79 exdetenidos desaparecidos de la Escuela Superior de Mecánica de la Armada (ESMA), el 26 de octubre de 2011 fue condenado a cadena perpetua por el Tribunal Oral Federal Nº 5 en el juicio por delitos de lesa humanidad. Los jueces fueron Germán Castelli, Ricardo Farías y Daniel Obligado.
En el proceso oral se debatieron dos posiciones doctrinales: 
La representada por todas las acusaciones populares y particulares, incluidas las representadas por los letrados Carmen Lamarca Pérez, Manuel Ollé Sese, Jaime Sanz de Bremond y Mayans, José Luis Galán Martín, Juan Puig de la Bellacasa y Carlos Slepoy Prada que defendió el tipo penal de «genocidio y terrorismo» y la no aplicación del derecho internacional recurriendo, incluso, ante la Sala Penal del Tribunal Supremo la sentencia de la Audiencia Nacional. 
Mientras que la representada por el letrado Antonio Segura que contaba con el asesoramiento del Equipo Nizkor, defendía que los hechos probados debían ser calificados como «crímenes contra la humanidad» y aplicarse el derecho internacional. 
Tanto la Sección Tercera de la Sala de lo Penal de la Audiencia Nacional, como el Pleno Jurisdiccional de la Sala Segunda del Tribunal Supremo, confirmaron que los hechos probados se corresponden con el tipo penal de «crímenes contra la humanidad». Cerró así un debate que duró once años.
Este juicio fue considerado de alto valor simbólico porque muchos hechos conocidos habían sido denunciados o analizados durante el Juicio a las Juntas pero hubo que esperar 20 años para juzgarlos.
Weber no fue llevado a una cárcel común; cumplió condena bajo arresto domiciliario.
El 23 de abril de 2014, la Cámara Federal de Casación Penal le confirmó la prisión perpetua por crímenes de lesa humanidad cometidos en la ESMA.
El 29 de noviembre de 2017 se emitió el veredicto en el juicio oral por crímenes de lesa humanidad acontecidos en la ESMA en el cual se lo condenó a cadena perpetua.
Falleció en su casa en Buenos Aires mientras cumplía arresto domiciliario.